# Холмы (Гомельская область)
Холмы (бел. Халмы́) — посёлок в Марковичском сельсовете Гомельского района Гомельской области Республики Беларусь.

## География

### Расположение
В 1 км от железнодорожного остановочного пункта Диколовка (на линии Гомель — Чернигов), 30 км на юг от Гомеля.

## Транспортная сеть
Транспортные связи по просёлочной, затем по автомобильной дороге Тереховка — Гомель. Планировка состоит из прямолинейной почти меридиональной улицы вдоль железной дороги. Застройка двусторонняя, деревянная усадебного типа.

## История
Основан в начале XX века переселенцами из соседних деревень. В 1926 году работал почтовый пункт, в Роги-Илецком сельсовете Носовичского района Гомельского округа. В 1930 году жители вступили в колхоз. Во время Великой Отечественной войны 30 жителей погибли на фронте. В 1959 году в составе колхоза «Красный Стяг» (центр — деревня Марковичи).

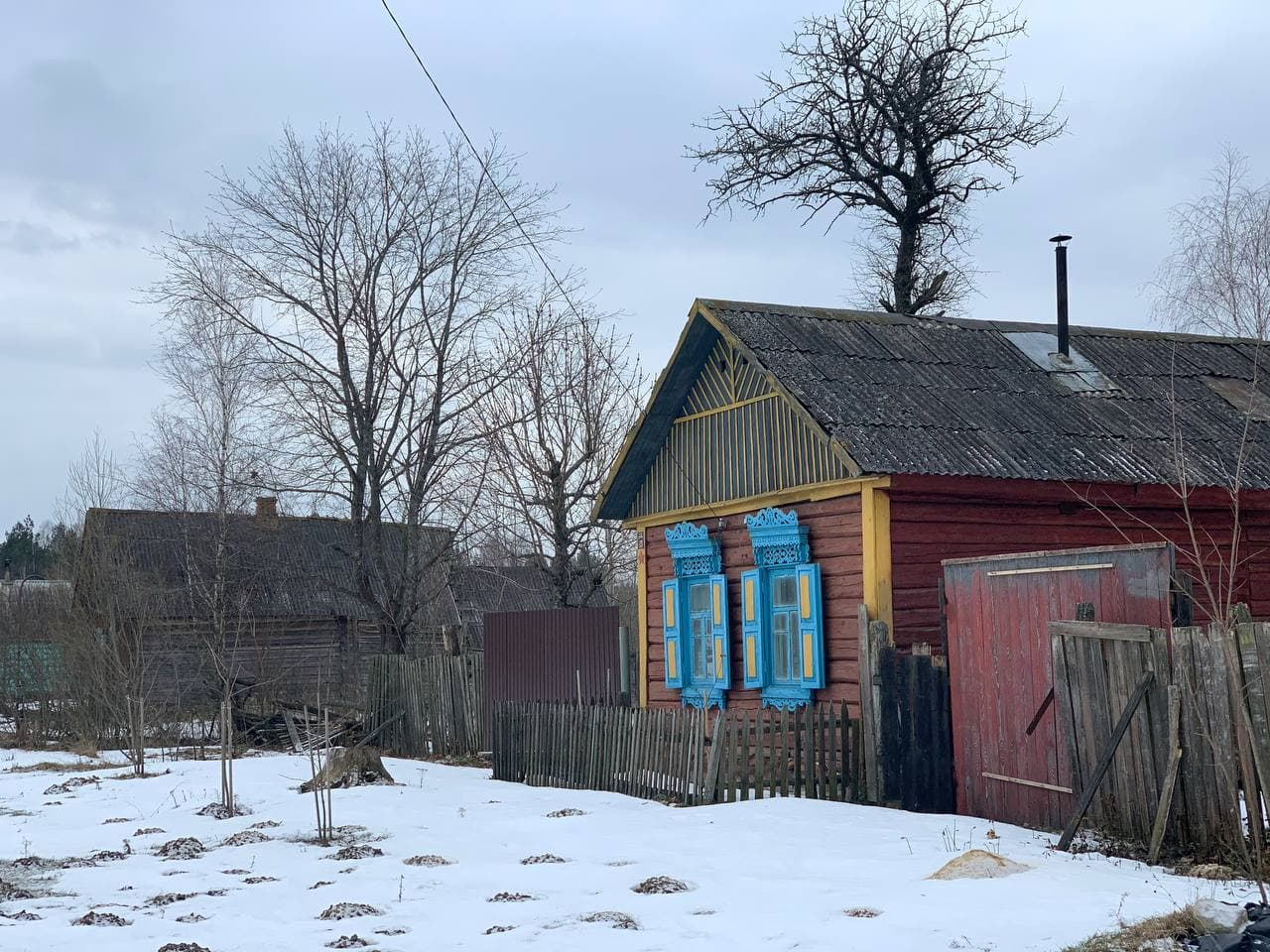
Застройка посёлка, жилых домов всего несколько (март, 2021 г.)

## Население

### Численность
- 2004 год — 37 хозяйств, 51 житель.

### Динамика
- 1926 год — 19 дворов, 96 жителей.
- 1959 год — 192 жителя (согласно переписи).
- 2004 год — 37 хозяйств, 51 житель.